# 국립김해박물관
국립김해박물관(國立金海博物館, Gimhae National Museum)은 국립중앙박물관의 소속기관이다. 1997년 3월 20일 발족하였으며, 경상남도 김해시 가야의길 190에 위치하고 있다. 관장은 학예연구관으로 보한다.

## 개요
가야의 문화유산을 집대성하기 위해 1998년 7월 29일 개관하였다. 그 상징성을 높이기 위해 가야의 건국신화가 깃든 김해시 구지봉 기슭에 자리를 잡고 있다. 다른 국립박물관들과는 달리 가야시대 테마를 중심으로 가야유물의 고고학 중심의 유적과 유물이 공개되어 있다.
1998년 개관한 본관은 철광석과 숯을 이미지화 한 검은색 벽돌을 사용하여 철의 왕국 가야를 상징적으로 표현하였으며, 건축가 장세양(1947년 ~ 1996년)의 유작으로 알려져 있다. 2006년 12월 15일 개관한 《가야누리》는 단순하고 기하학적인 비례를 사용하여 박물관 본관과의 이질감을 줄이고 하나의 배경같은 요소로서 건물을 설계하였으며, 건축가 공순구(1960년 ~ )의 작품이다.

## 연혁
- 1997년 3월 : 국립김해박물관 설치
- 1998년 7월 : 국립김해박물관 개관
- 2006년 12월 : 교육관 개관

## 시설
주요 시설로는 본관과 교육관인 가야누리가 있다 부대 시설에는 강당과 세미나실과 도서자료실, 기념품 판매대가 있다. 가족 단위 관람을 위해 유아놀이방을 따로 마련해 두었다.
1층과 2층의 상설 전시실에는 선사시대와 가야시대의 유물을 전시하고 있다. 1층에는 낙동강 유역의 선사시대를 문화를 체험할 수 있는 수렵이나 어로의 도구와 채집 유물, 농경 유물, 홍도와 채도 그리고 청동검이 전시되어 있고, 사천시 앞바다 늑도에서 출토된 유물과 금관가야, 아라가야, 소가야, 대가야의 유물과 함안 마갑총의 유물을 전시하였다.
2층 전시실에는 가야시대의 장신구와 농경에 관한 유물, 그리고 가야 시대의 문자와 기호, 그리고 각종 전쟁 용품들을 전시하고 있다. 야외 전시장에는 내동 고인돌(지석묘)과 돌널무덤(석관묘)이 전시되어 있으며, 창원시 다호리유적에서 발굴된 가야시대의 무덤인 돌덧널무덤(석관묘)이 전시되어 있다.

## 조직

### 관장
- 기획운영과[3]
- 학예연구실[4]

## 소장품
2016년 12월 31일 기준 소장품 현황은 다음과 같다.
| 금속     | 토제     | 도자기   | 석      | 유리 보석 | 초제 | 나무  | 골각 패갑 | 지    | 피모 | 사직 | 종자 | 기타 | 계        |
| -------- | -------- | -------- | ------- | --------- | ---- | ----- | --------- | ----- | ---- | ---- | ---- | ---- | --------- |
| 12,072건 | 43,058건 | 7,466건  | 4,519건 | 518건     | 1건  | 370건 | 676건     | 66건  | -    | -    | 4건  | 6건  | 68,756건  |
| 20,599점 | 56,931점 | 10,423점 | 5,251점 | 9,098점   | 1점  | 439점 | 1,204점   | 105점 | -    | -    | 9점  | 11점 | 104,071점 |

## 같이 보기
- 대한민국의 박물관과 미술관 목록
- 대한민국의 국립 박물관 목록